# Diocesi di Ciudad Rodrigo

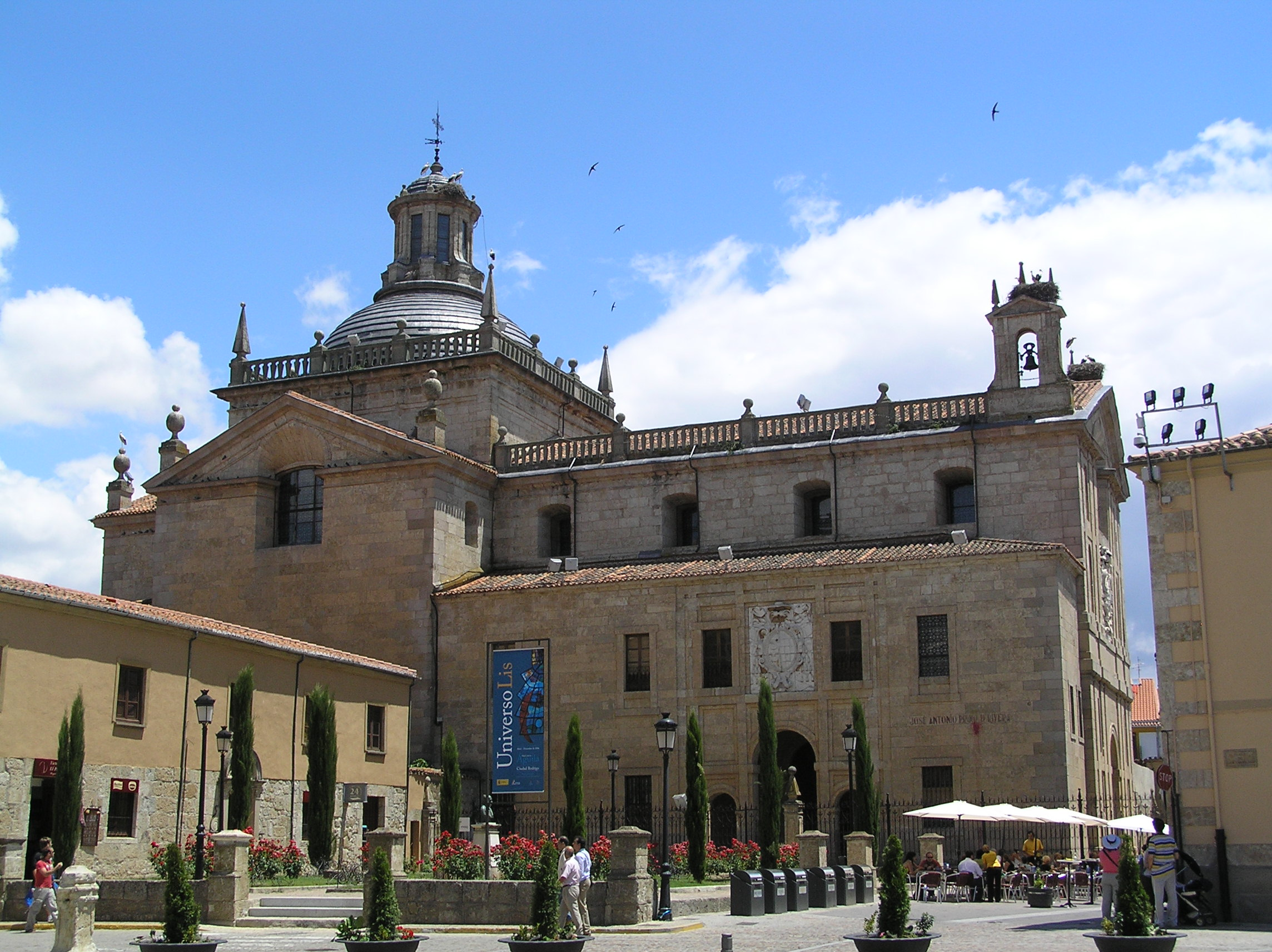
Cappella di Cerralbo, Ciudad Rodrigo.

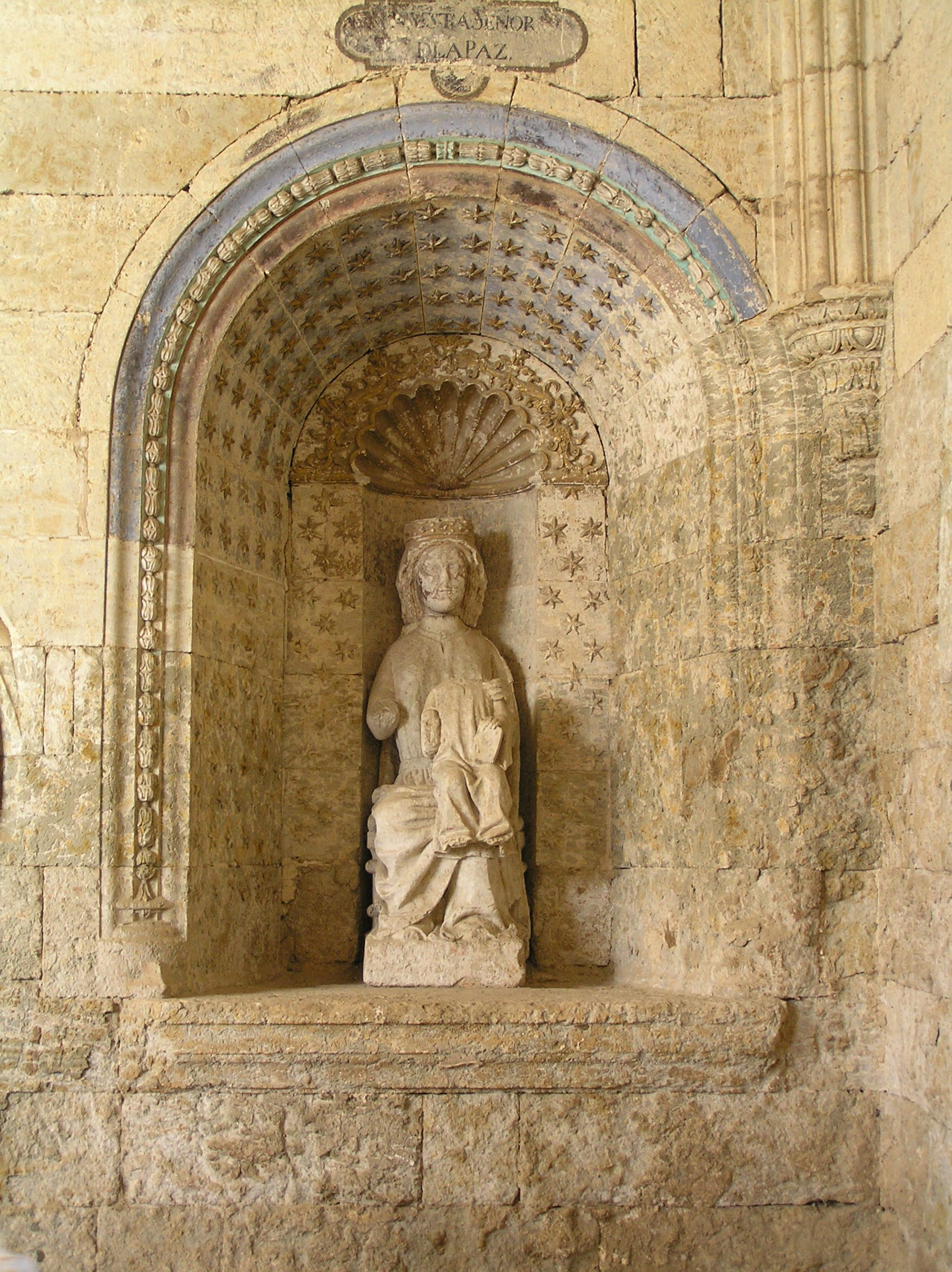
Nostra Signora della Pace, nel chiostro della cattedrale di Ciudad Rodrigo.

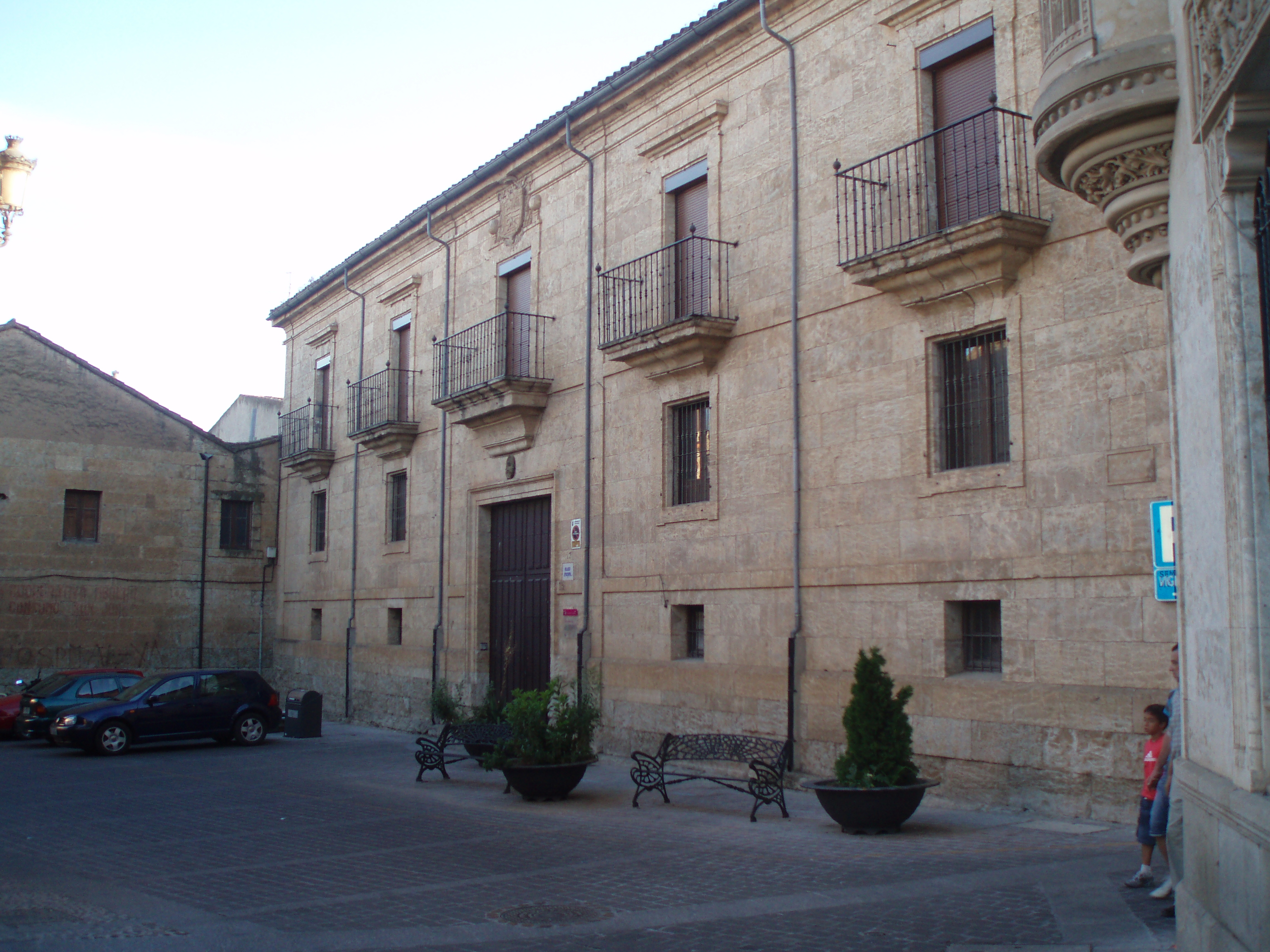
Il palazzo episcopale di Ciudad Rodrigo.

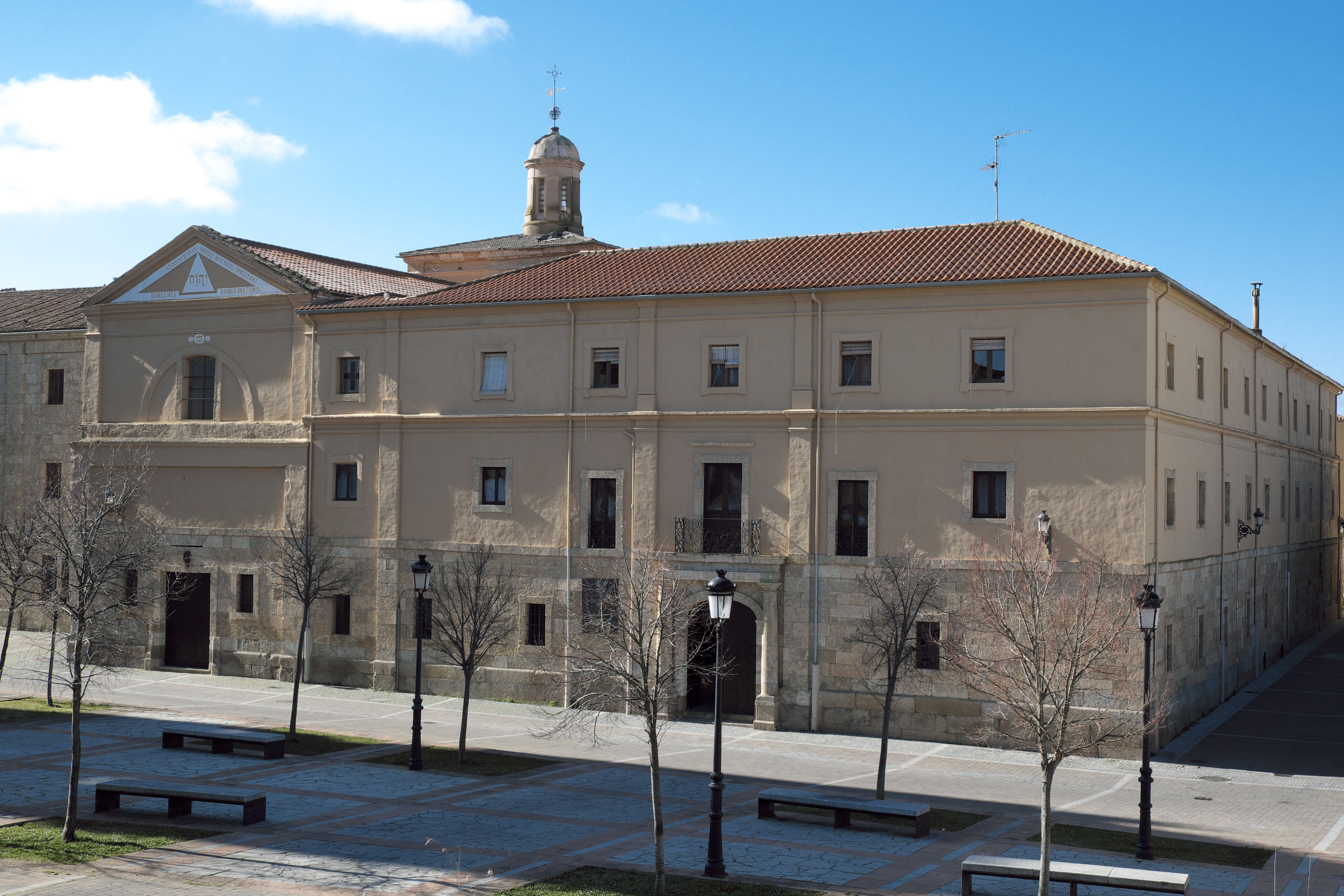
Il seminario vescovile diocesano.

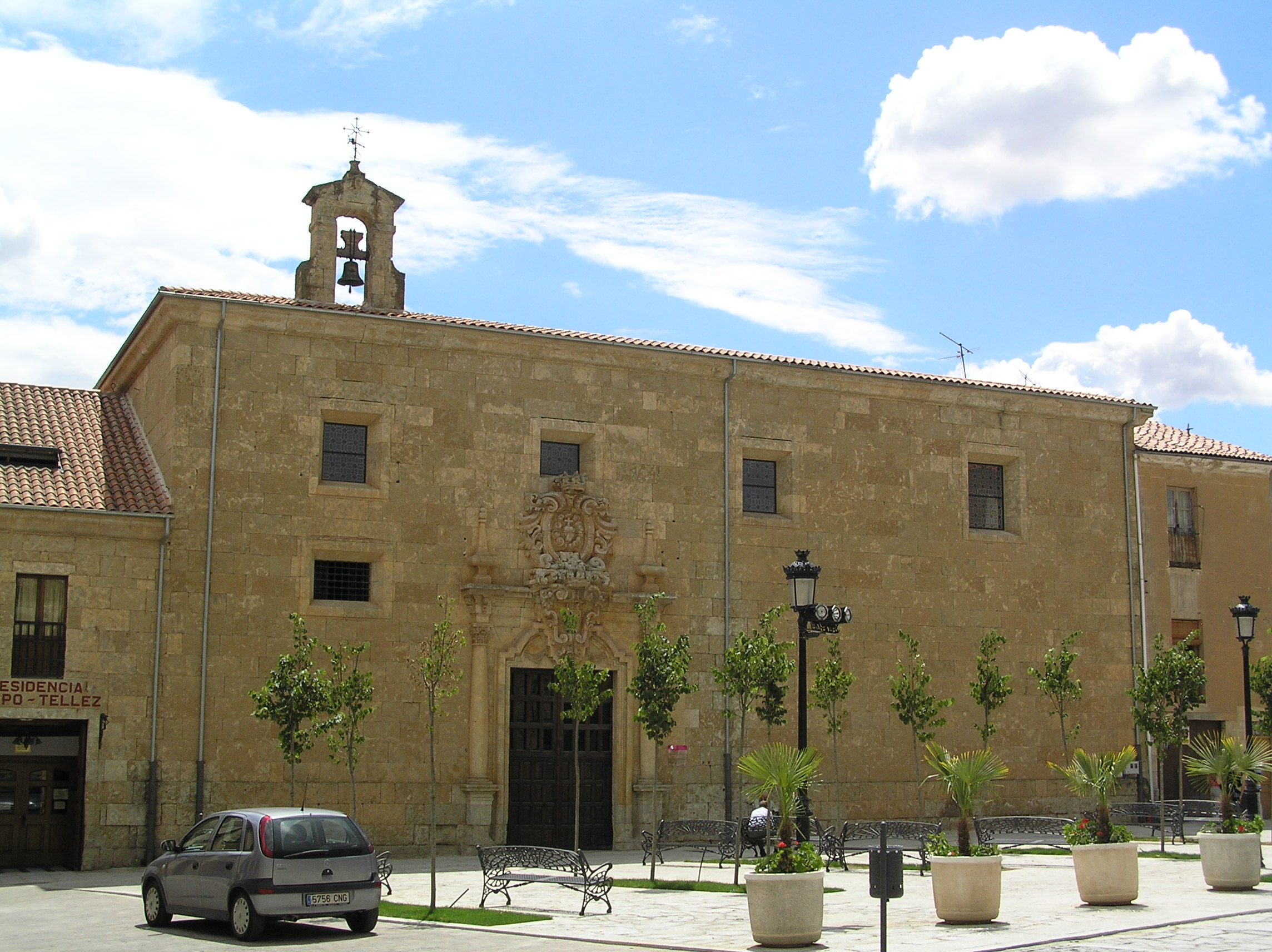
Cappella delle Francescane scalze, Ciudad Rodrigo.

La diocesi di Ciudad Rodrigo (in latino Dioecesis Civitatensis) è una sede della Chiesa cattolica in Spagna suffraganea dell'arcidiocesi di Valladolid. Nel 2023 contava 32.070 battezzati su 33.016 abitanti. È retta dal vescovo José Luis Retana Gozalo.
Il patrono della diocesi è sant'Isidoro di Siviglia.

## Territorio
La diocesi comprende 83 comuni nella parte sud-occidentale della provincia di Salamanca. Confina con le diocesi di Salamanca, di Coria-Cáceres e di Guarda (in Portogallo).
Sede vescovile è Ciudad Rodrigo, dove si trova la cattedrale di Santa Maria.
Il territorio si estende su 4.264 km² ed è suddiviso in 119 parrocchie raggruppate in 7 arcipresbiterati (arciprestazgos): Abadengo, Agueda, Argañán, La Ribera, Ciudad Rodrigo, Campo Charro e Yeltes.

## Storia
In epoca romana, l'attuale Ciudad Rodrigo ebbe nomi diversi, essendo conosciuta dalle fonti antiche con i nomi di Miróbriga Wettonum, poi di Augustóbriga ed infine di Civitas Augusta. Secondo una tradizione relativamente recente, Augustóbriga sarebbe stata in epoca romana sede di una diocesi che in seguito, dopo l'invasione visigotica, fu trasferita a Caliabria. Storici recenti ritengono che non esiste alcuna prova dell'esistenza di una diocesi ad Augustóbriga in epoca romana.
Nel 1102 Ciudad Rodrigo fu riconquistata definitivamente dagli eserciti cristiani. Con il re Ferdinando II di León, si iniziò a pensare di istituirvi una nuova diocesi. A questo progetto si opposero i vescovi di Salamanca, da cui la sede di Ciudad Rodrigo avrebbe ricavato il suo territorio. Tuttavia il re continuò nel suo intento, ed il 13 febbraio 1161 istituì la diocesi di Ciudad Rodrigo, rendendola suffraganea dell'arcidiocesi di Santiago di Compostela. Risale al 1165 la prima menzione di una donazione regia alla diocesi; nel febbraio 1168 è documentato l'inizio della costruzione della cattedrale.
Il primo vescovo, Domingo, appare solo più tardi. È documentato per la prima volta in un privilegio del 10 luglio 1168, dove si firma come Ego Dominicus electus Civitatis Roderici; in tutti i documenti successivi, fino alla sua morte, si firma invece come Caliabriensis episcopus. Secondo alcuni storici (per esempio José Ignacio Martín Benito e Fidel Fita Colomé) l'assegnazione del titolo dell'antica diocesi di Caliabria fu un modo per giustificare, di fronte agli oppositori, l'esistenza della diocesi, che appariva così non come una nuova realtà ecclesiastica, ma semplicemente come restaurazione della diocesi visigotica.
L'approvazione e la conferma definitiva dell'erezione della nuova diocesi fu concessa da papa Alessandro III con la bolla Ex litteris del 25 maggio 1175, con la quale il pontefice riconobbe anche l'elezione del secondo vescovo, Pedro de Ponte, e tutti i suoi possedimenti. Lo stesso papa riconobbe implicitamente la suffraganeità di Santiago di Compostela in una bolla del 1178.
I confini della nuova diocesi furono stabiliti e definiti in epoche successive. Quelli con la diocesi di Salamanca furono stabiliti nel 1173 tramite un accordo tra i rispettivi capitoli canonicali e confermati da Ferdinando II nel mese di dicembre 1173. Il confine con la diocesi di Coria a sud fu fissato con due accordi nel 1191 e nel 1233. Infine, i confini occidentali inizialmente andavano ben oltre l'attuale confine tra Spagna e Portogallo; furono stabiliti in via definitiva solo nel 1297 e ancora nel 1481.
Durante lo scisma d'Occidente tra il XIV e il XV secolo la diocesi ebbe fino a tre vescovi diversi, uno legittimo di obbedienza romana, e gli altri due illegittimi, uno di obbedienza avignonese e l'altro indipendente.
Il 25 novembre 1769 il vescovo Cayetano Antonio Cuadrillero y Mota istituì il seminario diocesano, dedicato a san Gaetano da Thiene.
Il Concordato del 1851 stabilì la soppressione della diocesi e la sua unione con quella di Salamanca. Benché nessuna bolla pontificia abbia mai confermato questa unione, de facto i vescovi di Salamanca furono nominati amministratori di Ciudad Rodrigo dal 1867 al 1885. In quest'anno fu raggiunto un compromesso con la trasformazione dell'antica diocesi in amministrazione apostolica, indipendente dai vescovi di Salamanca e retta da amministratori apostolici residenti con un titolo di vescovi in partibus. Questa situazione perdurò fino al 1950, quando l'ultimo amministratore, Jesús Enciso Viana, fu nominato vescovo di Ciudad Rodrigo, ristabilendo così a tutti gli effetti la diocesi.
Nel frattempo, il 4 luglio 1857 era entrata a far parte della nuova provincia ecclesiastica dell'arcidiocesi di Valladolid.
Nel 1958, facendo seguito al concordato del 1953 che stabiliva di far coincidere i limiti delle diocesi con quelli delle province civili, la diocesi di Ciudad Rodrigo ha ceduto alla diocesi di Coria-Cáceres l'arcipresbiterato di Sierra de Gata, ed ha acquisito una serie di parrocchie dalla diocesi di Salamanca.
Dal 15 novembre 2021 è unita in persona episcopi alla diocesi di Salamanca.

## Cronotassi dei vescovi
Si omettono i periodi di sede vacante non superiori ai 2 anni o non storicamente accertati.
- Domingo † (prima del 10 luglio 1168 - dopo il 9 luglio 1172)
- Pedro de Ponte † (prima del 22 agosto 1174 - dopo il 10 novembre 1189)
- Martín † (prima del 20 settembre 1190 - dopo il 1º settembre 1210)
  - Sede vacante[11]
- Lombardo † (prima del 17 gennaio 1214 - dopo il 12 marzo 1227[12])
- Miguel † (prima del 9 luglio 1227 - dopo il 18 maggio 1244)
- Pedro II † (prima del 4 novembre 1245 - circa 1253 deceduto)
- Leonardo † (prima di dicembre 1253 - dopo il 1259)
- Domingo Martín † (prima del 26 aprile 1264 - circa 1273 deceduto)
- Pedro III † (menzionato nell'agosto 1284)
  - Sede vacante (circa 1285-1297)[13]
- Antonio † (20 agosto 1297 - circa 1301 deceduto)
- Alfonso I † (13 novembre 1301 - ?)
- Alfonso II, O.P. † (prima del 1307 - dopo il 1314)[14]
- Bernardo † (? - 16 luglio 1324 nominato vescovo di Salamanca)
- Juan I † (27 luglio 1324 - dopo il 1328)
- Juan II † (? - 1339 deceduto)
- Pedro †[15]
- Alfonso III † (28 giugno 1344 - circa 1371 deceduto)
- Obbedienza avignonese:
  - Fernando de Pedrosa † (15 gennaio 1382 - 12 dicembre 1383 nominato vescovo di Cartagena)
  - Gonzalo † (9 marzo 1384 - ?)
  - Alfonso Sánchez de Ávila † (1428 - ?)
- Obbedienza romana:
  - Rodrigo † (1384 - 1391)
  - Gonzalo † (1403 - 1410 dimesso) (amministratore apostolico)
  - Andrea da Escobar † (25 maggio 1410 - 4 settembre 1422 nominato vescovo di Ajaccio)
- Vescovi indipendenti:[16]
  - Juan III † (? - 1387)
  - Jerónimo † (prima del 1389 - circa 1398 deceduto)
  - Gonzalo Porres de Cibdat (? - 1411 deceduto)
  - Alfonso Manuel † (1411 - 1427 deceduto)
- Alfonso V † (? - 1429)
- Sancho † (19 marzo 1432 - 14 gennaio 1433 nominato vescovo di Minervino)
- Alfonso Sánchez de Valladolid † (14 gennaio 1433 - dopo il 1455)
- Alfonso de Palenzuela, O.F.M. † (8 agosto 1460 - 20 ottobre 1469 nominato vescovo di Oviedo)
- Alfonso de Paradinas † (20 ottobre 1469 - 15 ottobre 1485 deceduto)
- Pedro Beltrán † (19 ottobre 1485 - 1º giugno 1487 nominato vescovo di Tuy)
- Diego de Moiras, O. de M. † (1º giugno 1487 - 9 dicembre 1491 deceduto)
- Juan de Ortega † (23 gennaio 1493 - 6 settembre 1499 nominato vescovo di Calahorra)
- Diego de Peralta † (6 settembre 1499 - 1501 deceduto)
- Valeriano Ordóñez Villaquirán † (24 settembre 1501 - 22 dicembre 1508 nominato vescovo di Oviedo)
- Francisco de Cabrera y Bobadilla † (22 gennaio 1509 - 18 novembre 1510 nominato vescovo di Salamanca)
- Francisco Ruiz, O.F.M. † (18 novembre 1510 - 14 luglio 1514 nominato vescovo di Avila)
- Juan Pardo de Tavera † (14 luglio 1514 - 31 dicembre 1523 nominato vescovo di Osma)
- Pedro Portocarrero † (31 dicembre 1523 - 26 giugno 1525 nominato arcivescovo di Granada)
- Gonzalo Maldonado † (3 luglio 1525 - 29 giugno 1530 deceduto)
- Pedro Fernández Manrique † (14 dicembre 1530 - 11 aprile 1537 nominato vescovo di Cordova)
- Pedro Pacheco Ladrón de Guevara † (11 aprile 1537 - 21 maggio 1539 nominato vescovo di Pamplona)
- Antonio Ramírez de Haro † (18 agosto 1539 - 27 giugno 1541 nominato vescovo di Calahorra e La Calzada)
- Francisco de Navarra y Hualde † (22 maggio 1542 - 14 dicembre 1545 nominato vescovo di Badajoz)
- Juan Aceres † (8 gennaio 1546 - 31 luglio 1549 deceduto)
- Pedro Ponce de Léon † (27 giugno 1550 - 26 gennaio 1560 nominato vescovo di Plasencia)
- Diego de Covarrubias y Leiva † (26 gennaio 1560 - 16 ottobre 1564 nominato arcivescovo, titolo personale, di Segovia)
- Diego de Simancas † (15 dicembre 1564 - 3 dicembre 1568 nominato vescovo di Badajoz)
- Andrés Pérez † (10 dicembre 1568 - 1583 deceduto)
  - Jerónimo Tardiel † (1583 - 1583 dimesso) (vescovo eletto)
- Pedro Vélez Guevara † (9 gennaio 1584 - 1585 deceduto)
- Bernardo Sandoval Rojas † (8 gennaio 1586 - 16 marzo 1588 nominato vescovo di Pamplona)
- Pedro Maldonado † (23 marzo 1588 - 1591 deceduto)
- Martín de Salvatierra † (15 maggio 1591 - 1604 deceduto)
- Pedro Ponce de Léon, O.P. † (31 agosto 1605 - 29 marzo 1610 nominato vescovo di Zamora)
- Antonio Idiáquez Manrique † (26 maggio 1610 - 4 febbraio 1613 nominato vescovo di Segovia)
- Jerónimo Ruiz Camargo † (12 agosto 1613 - 23 maggio 1622 nominato vescovo di Coria)
  - Francisco de Arriba, O.F.M. † (5 settembre 1622 - 1622 deceduto) (vescovo eletto)
- Agustín Antolínez, O.S.A. † (10 maggio 1623 - 1º luglio 1624 nominato arcivescovo di Santiago di Compostela)
- Martín Fernández Portocarrero † (19 luglio 1624 - 1625 deceduto)
- Juan de la Torre Ayala † (7 gennaio 1626 - 13 giugno 1638 nominato vescovo di Zamora)
- Francisco Díaz Alarcón y Covarrubias † (11 aprile 1639 - 18 ottobre 1646 nominato vescovo di Salamanca)
- Juan Pérez Delgado † (3 dicembre 1646 - 11 ottobre 1655 nominato vescovo di Salamanca)
- Diego de Tejada y la Guardia † (31 gennaio 1656 - 6 maggio 1658 nominato vescovo di Pamplona)
- Diego Riquelme y Quirós † (2 dicembre 1658 - 19 dicembre 1661 nominato vescovo di Oviedo)
- Antonio de Castañón † (13 febbraio 1662 - 7 marzo 1667 nominato vescovo di Zamora)
- Miguel de Cardenas, O.Carm. † (18 luglio 1667 - 1º marzo 1671 deceduto)
- Alonso Bernardo de Ríos y Guzmán, O.SS.T. † (16 novembre 1671 - 13 settembre 1677 nominato arcivescovo di Granada)
- Juan de Andaya y Sotomayor † (10 gennaio 1678 - 13 novembre 1678 deceduto)
- Sebastián Catalán † (17 luglio 1679 - settembre 1687 deceduto)
- José González, O. de M. † (31 maggio 1688 - 24 gennaio 1695 nominato vescovo di Plasencia)
- Francisco Manuel de Zúñiga Sotomayor y Mendoza, O.S.A. † (21 marzo 1695 - dicembre 1712 deceduto)
- José Díez Santos de San Pedro † (28 maggio 1714 - 24 ottobre 1719 deceduto)
- Gregorio Téllez, O.F.M.Conv. † (3 febbraio 1721 - 2 marzo 1738 dimesso)
- Clemente Comenge Avio † (3 marzo 1738 - 12 dicembre 1747 deceduto)
- Pedro Gómez de la Torre † (2 dicembre 1748 - 24 maggio 1756 nominato vescovo di Plasencia)
- José Francisco Biguezal † (24 maggio 1756 - 2 dicembre 1762 deceduto)
- Cayetano Antonio Cuadrillero y Mota † (18 luglio 1763 - 15 dicembre 1777 nominato vescovo di León)
- Agustín de Alvarado y Castillo † (14 dicembre 1778 - 21 luglio 1781 deceduto)
- Ildefonso Molina Santaella † (17 febbraio 1783 - 4 dicembre 1784 deceduto)
- Benito Uría Valdés, O.S.B. † (26 settembre 1785 - 23 luglio 1810 deceduto)
  - Sede vacante (1810-1814)
- Pedro Manuel Ramírez de la Piscina † (19 dicembre 1814 - 21 agosto 1835 deceduto)[17]
  - Sede vacante (1835-1950)
  - Sede amministrata dai vescovi di Salamanca (1867-1885)
  - Amministratori apostolici residenti (1885-1950):
  - José Tomás Mazarrasa y Rivas † (27 marzo 1885 - 11 marzo 1907 deceduto)
  - Ramón Barberá y Boada † (19 dicembre 1907 - 28 maggio 1914 nominato vescovo di Palencia)
  - Manuel María Vidal y Boullon † (25 febbraio 1915 - 27 ottobre 1923 nominato vescovo di Tuy)
  - Silverio Velasco Pérez † (18 dicembre 1924 - 5 dicembre 1927 deceduto)
  - Manuel López Arana † (5 febbraio 1929 - 27 dicembre 1941 deceduto)
  - Máximo Yurramendi Alcáin † (25 novembre 1945 - 25 gennaio 1949 deceduto)
  - Jesús Enciso Viana † (12 ottobre 1949 - 2 febbraio 1950 nominato vescovo)
- Jesús Enciso Viana † (2 febbraio 1950 - 30 maggio 1955 nominato vescovo di Maiorca)
- José Bascuñana y López † (11 giugno 1955 - 20 maggio 1964 nominato vescovo di Solsona)
- Demetrio Mansilla Reoyo † (7 luglio 1964 - 7 gennaio 1988 ritirato)
- Antonio Ceballos Atienza † (7 gennaio 1988 - 10 dicembre 1993 nominato vescovo di Cadice e Ceuta)
- Julián López Martín (15 luglio 1994 - 19 marzo 2002 nominato vescovo di León)
- Atilano Rodríguez Martínez (26 febbraio 2003 - 2 febbraio 2011 nominato vescovo di Sigüenza-Guadalajara)
- Cecilio Raúl Berzosa Martínez (2 febbraio 2011 - 16 gennaio 2019 dimesso)[18]
  - Sede vacante (2019-2022)[19]
- José Luis Retana Gozalo, dal 15 novembre 2021

## Statistiche
La diocesi nel 2023 su una popolazione di 33.016 persone contava 32.070 battezzati, corrispondenti al 97,1% del totale.
| anno | popolazione | popolazione | popolazione | presbiteri | presbiteri | presbiteri | presbiteri                | diaconi | religiosi | religiosi | parrocchie |
| anno | battezzati  | totale      | %           | numero     | secolari   | regolari   | battezzati per presbitero | diaconi | uomini    | donne     | parrocchie |
| ---- | ----------- | ----------- | ----------- | ---------- | ---------- | ---------- | ------------------------- | ------- | --------- | --------- | ---------- |
| 1950 | 140.000     | 140.000     | 100,0       | 122        | 122        |            | 1.147                     |         |           | 116       | 111        |
| 1970 | 71.187      | 71.187      | 100,0       | 139        | 139        |            | 512                       |         |           | 189       | 115        |
| 1980 | 56.155      | 56.168      | 100,0       | 109        | 109        |            | 515                       |         |           | 140       | 119        |
| 1990 | 49.135      | 49.192      | 99,9        | 108        | 108        |            | 454                       |         |           | 127       | 119        |
| 1999 | 43.717      | 44.477      | 98,3        | 100        | 100        |            | 437                       |         |           | 142       | 120        |
| 2000 | 42.992      | 43.742      | 98,3        | 92         | 92         |            | 467                       |         |           | 134       | 121        |
| 2001 | 42.314      | 43.025      | 98,3        | 90         | 90         |            | 470                       |         |           | 133       | 121        |
| 2002 | 41.320      | 42.034      | 98,3        | 86         | 86         |            | 480                       |         |           | 130       | 121        |
| 2003 | 44.631      | 45.605      | 97,9        | 83         | 83         |            | 537                       |         |           | 135       | 121        |
| 2004 | 44.587      | 45.614      | 97,7        | 80         | 80         |            | 557                       |         |           | 138       | 121        |
| 2006 | 44.487      | 45.474      | 97,8        | 80         | 80         |            | 556                       |         |           | 139       | 121        |
| 2013 | 39.202      | 40.580      | 96,6        | 69         | 69         |            | 568                       |         |           | 94        | 120        |
| 2016 | 37.047      | 38.261      | 96,8        | 64         | 64         |            | 578                       |         |           | 103       | 120        |
| 2019 | 35.115      | 36.325      | 96,7        | 56         | 56         |            | 627                       |         |           | 84        | 120        |
| 2021 | 32.900      | 33.846      | 97,2        | 53         | 53         |            | 620                       |         |           | 75        | 120        |
| 2023 | 32.070      | 33.016      | 97,1        | 46         | 46         |            | 697                       |         |           | 75        | 119        |